# プラトー県 (コンゴ共和国)
プラトー県（プラトーけん、Plateaux Department）は、コンゴ共和国の県。県都はジャンバラ。他にガムボマやレカマなどの町がある。人口は約28万人（2023年）。

## 地理
北をキュヴェト県、南をプール県、南西をレクム県、西をガボン、東をコンゴ民主共和国と接する。県内には比較的乾燥した台地であるバテケ高原が広がっている。

## 下位行政区画
プラトー県は、アバラ、ジャンバラ、ガムボマ、レカマの4つの郡に分かれている。キャッサバの生産が盛んで、首都圏への供給地となっている。